# Käringtjärnet (Gunnarskogs socken, Värmland)
Käringtjärnet är en sjö i Arvika kommun i Värmland och ingår i Göta älvs huvudavrinningsområde.